# 大塚康生
大塚康生（1931年7月11日—2021年3月15日）是日本島根縣出身的動畫師，在1960至80年代期間與動畫導演高畑勳及宮崎駿等人合力製作多部作品。

## 生平
大塚康生於1931年在島根縣津和野町出生，8歲那年全家搬移至山口市定居。小時因正逢二次大戰，當時大塚康生著迷載運士兵的火車，而開始嘗試塗鴉火車或一些機器車輛的圖畫。
二戰結束後，大塚康生曾在山口縣縣署裡的統計課就職。之後在1952年前往東京到厚生省取締麻藥毒品的事務所下工作。此期間大塚康生因觀賞了《長著駝峰的小馬》、《斜眼暴君》（《國王與小鳥》的雛形作品）等令他印象深刻的動畫作品，而產生踏入動畫界工作的念頭。
1957年大塚康生進入東映動畫，成為該公司草創期的初屆職員。他首次參與的作品是在1958年公開的《白蛇傳》中擔任動畫師，其中該作品為日本第一部彩色動畫。在高畑勳及宮崎駿加入東映動畫後，大塚康生與他們兩人在東映共同推出的動畫電影為1968年的《太陽王子 霍爾斯的大冒險》。之後大塚康生與高畑勳及宮崎駿陸續轉往到A Production（後來的SHIN-EI動畫）、日本Anime等動畫室，此期間製作了《熊貓家族》、《未來少年柯南》、《魯邦三世卡里奧斯特羅之城》等代表作品。
除了高畑勳與宮崎駿外，包括杉井儀三郎、月岡貞夫、芝山努、小田部羊一、椛島義夫、近藤喜文、田中敦子、宇都宮理、貞本義行、田中達之、板垣伸等多數日本動畫業界人士，甚至台灣的動畫代工業，都曾接受過大塚康生對於動畫技法方面的指導（大塚在1970年代曾經來台指導）。在1991年代代木Anime學院便曾聘請大塚康生作為校內動畫科的講師，Telecom Animation工作室也邀請過他作為公司顧問。在退出業界一線後，大塚康生持續從事著教導動畫界後輩的事務，之後有獲得2008年東京國際動畫博覽會的功勞獎、或是獲得2019年第42屆日本電影學院獎的協會特別獎等榮譽。
2021年在池袋舉行的東京動畫獎裡，於活動最後一天3月15日中，曾與大塚康生往來過的吉卜力工作室製作人鈴木敏夫在會場上宣布了大塚康生在當天離世的消息，享壽89歲。

## 參與作品

### 劇場動畫
- 白蛇傳（1958年）：動畫
- 少年猿飛佐助（1959年）：原畫
- 西遊記（1960年）：原畫
- 安壽與厨子王丸（1961年）：原畫
- 淘氣王子戰大蛇（1963年）：原畫
- 太陽王子 霍爾斯的大冒險（1968年）：作畫監督
- 长靴猫剑客（1969年）：原畫
- 熊貓家族（1972年）：作畫監督
- 熊貓家族 雨中的馬戲團（1973年）：原畫、作畫監督
- 草原之子騰格里（1977年）：導演、原畫、畫面佈局
- 魯邦三世 魯邦VS複製人（1978年）：總監
- 魯邦三世卡里奧斯特羅之城（1979年）：作畫監督
- 魯邦三世 風魔一族的陰謀（1987年）：總監
- 小尼莫（1989年）：分鏡圖
- 數碼寶貝大冒險02 前篇 数码宝贝飓风登陆!!／後篇 超絕進化!!黄金的数码装甲（2000年）：片尾曲插圖

### 電視動畫
- W3（1965年）：開頭段落原畫
- 姆明（1969年）：作畫監督
- 魯邦三世TV版第一期（1971年）：作畫監督
- 魔投手（1973年）：作畫監督
- 小老鼠大冒險（1975年）：原畫
- 天才笨蛋阿松（1975年）：原畫
- 魯邦三世TV版第二期（1977年）：部份集數作畫
- 好小子（1977年）：畫面佈局
- 未來少年柯南（1978年）：作畫監督
- 小麻煩千惠（1981年）：作畫監督
- 東海道四谷怪談（1981年）：導演
- 百戰小奇兵（1991年）：登場機器物品設計總監
- 魯邦三世TV特別版（1991年）：第3篇登場機器物品作畫
- 無敵看板娘（2006年）：結尾動畫
- 魯邦三世TV特別版（2007年）：第19篇廣告作畫監督、原畫

### 真人電影
- 紅色眼鏡（1987年）：飾演計程車司機一角（配音由永井一郎擔任）

### 其它
- 魯邦三世試播帶（1969年）：原畫、動作場面作畫監督

## 著書
- 滿頭大汗地作畫：（1982年）
- 宮崎駿與大塚康生的世界：（1982年、與宮崎駿共著）
- JEEP JEEP JEEP：（1983年）
- 大塚康生16歲時的車輛繪圖：（1987年）
- 軍用吉普車：（1987年）
- 插圖與動畫方面的工作：（1992年、與渡瀨政造共著）
- 吉普車的太平洋之旅：（1994年）
- 大塚康生的玩具箱：（1996年）
- 來到城鎮的吉普車：（2002年）
- 小尼莫的野望：（2004年）
- 大塚康生訪談 自由自在的動畫：（2006年、與森遊機共著）
- 國王與小鳥 吉卜力的原點：（2006年、與高畑勳、葉精二、藤本一勇共著）

## 個人榮譽
- 1988年第3屆動畫神戶：特別獎
- 2002年文化廳長官獎
- 2008年第7屆東京國際動畫博覽會：功勞獎
- 2019年第42屆日本電影學院獎：協會特別獎

## 其它
- 平時的打扮是頭上戴著一頂貝雷帽。
- 個人擅長的外語是中文跟英文[8]。
- 大塚康生私下著迷軍用車輛，其中特別喜好吉普車，並曾為田宮公司販售的一些吉普車模型提供造型設計。而大塚康生也曾有放棄動畫師、轉職MAX模型公司工作的念頭[9]。
- 在東映動畫工作期間，大塚康生曾發生過喝醉酒時，把車子菲亞特500開進田園旁的施工工地後，車子陷入工地泥巴裡開不出去的事情，而被當時的宮崎駿和其他同事們私下當成惡搞的題材[10]。

## 外部連結
- （日語）大塚康生的山口茶屋 （页面存档备份，存于）